# مرغ مگس حرا
مرغ مگس حرا (نام علمی: Chrysuronia boucardi) گونه‌ای مرغ مگس در خطر انقراض در گروه «زمردی‌ها»، در تبار Trochilini از زیرتیرهٔ Trochilinae و بومی کاستاریکا است.
یکی از شکل‌های صداسازی با کلمات به عنوان «صدای نرم djt که سریع است و در یک توییتر نزولی ارائه می‌شود» توصیف شده است.

## پراکندگی و زیستگاه
مرغ مگس حرا ساکن است. تنها در سواحل اقیانوس آرام کاستاریکا یافت می‌شود. این گونه در توده‌های بزرگی از حرای چای Pelliciera rhizophorae و گاهی رویش دوم زمینی کنار آن زندگی می‌کند. پراکندگی آن پیوسته نیست.

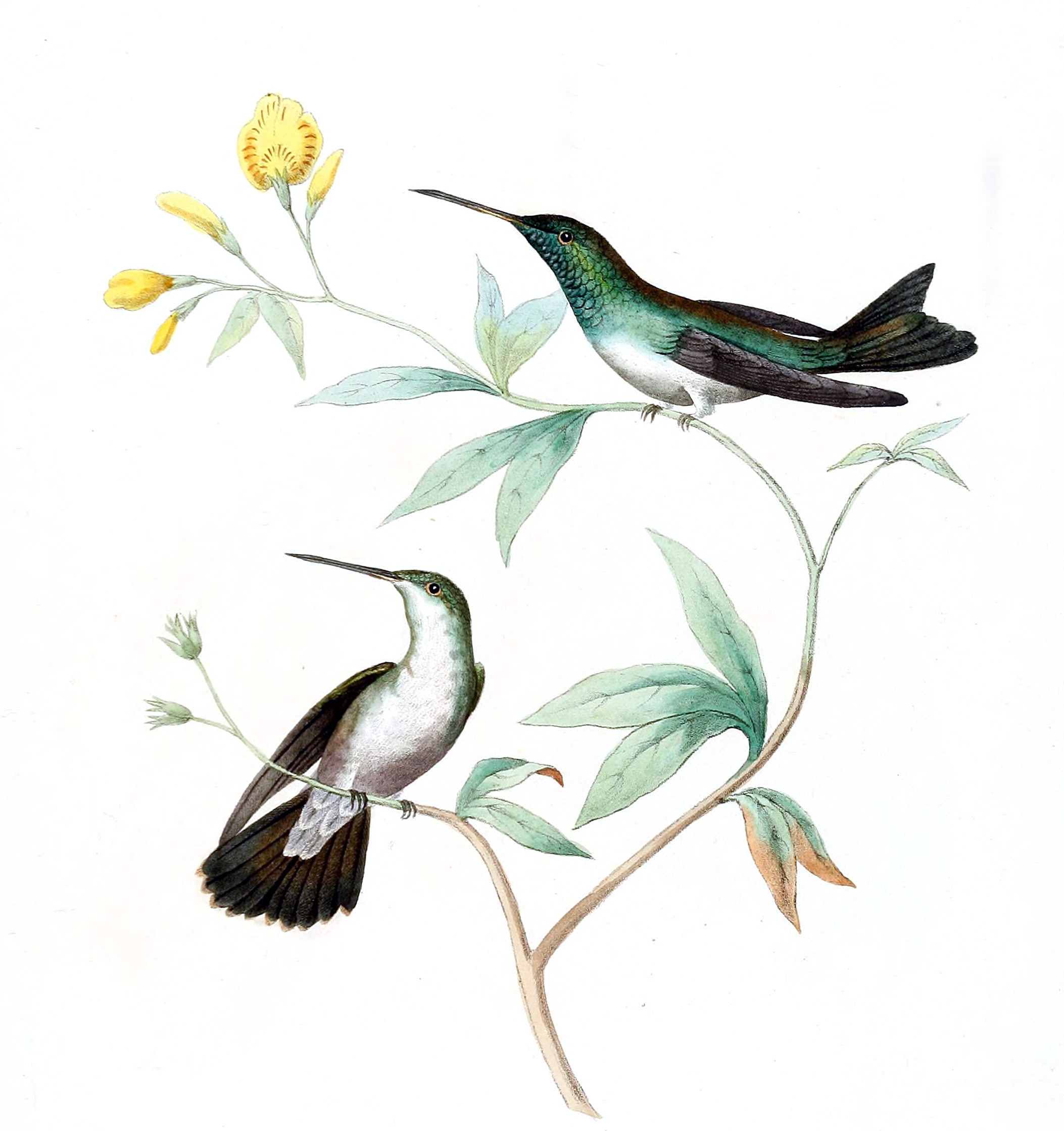
مرغ مگس حرا